# Ana Maria Iuganu
Ana Maria Popa (født 25. februar 1990 i Roman) er en rumænsk håndboldspiller, som spiller for CSM Roman og Rumæniens håndboldlandshold.